# SuperBrawl
SuperBrawl fue un pay-per-view anual de lucha libre profesional en World Championship Wrestling durante el mes de febrero de 1991 hasta 2001. Que fue el siguiente al último PPV de WCW antes de que quebrara 2001. El primer SuperBrawl fue en mayo, pero en 1992 fue cambiado a febrero.

## Resultados

### SuperBrawl I
SuperBrawl I tuvo lugar el 19 de mayo de 1991 desde el Bayfront Arena en San Petersburgo, Florida. La frase para este evento fue "Return of the Rising Sun." 
- Dark match: Mighty Thor derrotó a El Cubano
  - Thor cubrió a Cubano.
- The Fabulous Freebirds (Michael Hayes y Jimmy Garvin) derrotaron a The Young Pistols (Tracy Smothers y Steve Armstrong) ganando el Campeonato en Parejas de los Estados Unidos de la WCW (10:19)
  - Hayes cubrió a Armstrong después de un "DDT" desde la segunda cuerda del nuevo Freebird "Fantasia".
- Dan Spivey derrotó a Ricky Morton (3:11)
  - Spivey cubrió a Morton.
- Nikita Koloff derrotó a Tommy Rich (4:07)
  - Koloff cubrió a Rich.
- Dusty Rhodes derrotó a Terrance Taylor (8:05)
  - Rhodes cubrió a Taylor.
- Big Josh derrotó a Black Bart (3:46)
  - Josh cubrió a Bart.
- Oz derrotó a Tim Parker (0:26)
  - Oz cubrió a Parker.
- Barry Windham derrotó a Brian Pillman en un Taped fist match (6:08)
  - Windham cubrió a Pillman.
- El Gigante derrotó a Sid Vicious en un Stretcher match (2:13)
  - Gigante cubrió a Sid
  - Como resultado de perder el combate, Sid tuvo que ser transportado fuera en la camilla.
- Ron Simmons derrotó a Butch Reed (con Teddy Long) en un Steel Cage match (9:39)
  - Simmons cubrió a Reed.
- Los Steiner Brothers (Rick y Scott) derrotaron a Sting y Lex Luger reteniendo el Campeonat Mundial en Parejas de la WCW (11:09)
  - Scott cubrió a Sting después de que Sting fuera golpeado con una cadena por Nikita Koloff.
- Bobby Eaton derrotó a Arn Anderson ganando el Campeonato Mundial de la Televisión de la WCW (11:50)
  - Eaton cubrió a Anderson.
- El Campeón Mundial Peso Pesado de la WCW Ric Flair derrotó a Tatsumi Fujinami ganando el Campeonato Mundial Peso Pesado de la NWA (18:39)
  - Flair cubrió a Fujinami.

### SuperBrawl II
SuperBrawl II tuvo lugar el 29 de febrero de 1992 desde el Mecca Arena en Milwaukee, Wisconsin. 
- Dark match: Big Josh derrotó a Diamond Dallas Page (7:36)
  - Josh cubrió a Page.
- Brian Pillman derrotó a Jushin Liger ganando el Campeonato Peso Ligero de la WCW (17:00)
  - Pillman cubrió a Liger.
- Marcus Bagwell derrotó a Terry Taylor (7:38)
  - Bagwell cubrió a Taylor.
- Ron Simmons derrotó a Cactus Jack (6:34)
  - Simmons cubrió a Jack.
- Van Hammer y Tom Zenk derrotaron a Ricky Morton y Vinnie Vegas (12:01)
  - Zenk cubrió a Morton.
- Barry Windham y Dusty Rhodes derrotaron a Steve Austin y Larry Zbyszko (18:23)
  - Windham cubrió a Zybszko.
- Arn Anderson y Bobby Eaton derrotaron a los Steiner Brothers (Rick Steiner y Scott Steiner) por descalificación (20:06)
  - Los Steiners fueron descalificados.
  - Como resultado, Anderson y Eaton retuvieron los Campeonatos Mundiales en parejas de la WCW.
- Rick Rude derrotó a Ricky Steamboat reteniendo el Campeonato Peso Pesado de los Estados Unidos de la WCW (20:02)
  - Rude cubrió a Steamboat después de que Paul E. Dangerously atacase a Steamboat.
- Sting derrotó a Lex Luger (c/Harley Race y Mr. Hughes) ganando el Campeonato Mundial Peso Pesado de la WCW (13:02)
  - Sting cubrió a Luger con un top rope flying bodypress.

### SuperBrawl III
SuperBrawl III tuvo lugar el 21 de febrero de 1993 desde el Asheville Civic Center en Asheville, Carolina del Norte. 
- Los Hollywood Blondes (Brian Pillman y Steve Austin) derrotaron a Erik Watts y Marcus Bagwell (16:34)
  - Pillman cubrió a Bagwell.
- Too Cold Scorpio derrotó a Chris Benoit (16:57)
  - Scorpio cubrió a Benoit.
- Davey Boy Smith derrotó a Bill Irwin (5:49)
  - Smith cubrió a Irwin.
- Cactus Jack derrotó a Paul Orndorff en un Falls Count Anywhere match (12:17)
  - Jack cubrió a Orndorff.
- The Rock 'n' Roll Express (Ricky Morton y Robert Gibson) derrotaron a los Campeones en parejas de SMW los Heavenly Bodies (Tom Prichard y Stan Lane) por descalificación (12:52)
  - Como resultado, los Heavenly Bodies retuvieron los campeonatos.
- El Campeón Peso Pesado de los Estados Unidos de la WCW Dusty Rhodes derrotó a Maxx Payne por descalificación (11:28)
  - Payne fue descalificado.
  - Como resultado, Rhodes retuvo el Campeonaton Peso Pesado de los Estados Unidos de la WCW
- Barry Windham derrotó a The Great Muta ganando el Campeonato Mundial Peso Pesado de la NWA (24:10)
  - Windham cubrió a Muta.
- Big Van Vader derrotó a Sting en un White Castle of Fear Strap match (10:54)

### SuperBrawl IV
SuperBrawl IV tuvo lugar el día 20 de febrero del 1994 en el Gray Civic Center en Albania, Georgia. 
- Harlem Heat (Kole y Kane) derrotaron a Thunder and Lightning (9:47)
  - Kane cubrió a Thunder después de un a "Kick" de Kole.
- Jim Steele derrotó a The Equalizer (6:31)
  - Steele cubrió a Equalizer después de un "Lou Thesz Press".
- Terry Taylor derrotó a Diamond Dallas Page (con Diamond Doll) (11:45)
  - Taylor cubrió a Page con un "Schoolboy".
- Johnny B. Badd derrotó a Jimmy Garvin (con Michael Hayes) (10:48)
  - Badd cubrió a Garvin con un "Roll-up".
- Lord Steven Regal (con Sir William) derrotó a Arn Anderson reteniendo el Campeonato Mundial de la Televisión (27:32)
  - Regal cubrió a Anderson.
- Cactus Jack y Maxx Payne derrotaron a los Campeones Mundiales en Pareja de la WCW The Nasty Boys (Brian Knobbs y Jerry Sags) por descalificación (12:37)
  - Como resultado, The Nasty Boys retuvieron los campeonatos.
- Sting, Brian Pillman y Dustin Rhodes derrotaron a Steve Austin, Rick Rude y Paul Orndorff (con Col. Robert Parker) en un Thundercage match (14:36)
  - Pillman cubrió a Austin después de un splash.
- Ric Flair derrotó a Big Van Vader (con Harley Race) (con The Boss como árbitro especial) en un Thundercage match reteniendo el Campeonato Mundial Peso Pesado de la WCW (11:32)
  - Flair forzó a Vader a rendirse con un "Figure-Four Leg Lock".

### SuperBrawl V
SuperBrawl V tuvo lugar el 19 de febrero del 1995 desde el Baltimore Arena en Baltimore, Maryland. 
- Main Event match: Paul Orndorff derrotó a Brad Armstrong (3:45)
  - Orndorff cubrió a Armstrong.
- Main Event match: Stars 'n' Stripes (Marcus Alexander Bagwell y The Patriot) derrotaron a Romeo Valentino y Dino Casanova (1:10)
- Main Event match: Arn Anderson derrotó a Johnny B. Badd en un Lumberjack match reteniendo el Campeonato Mundial de la Televisión de la WCW (4:29)
  - Anderson cubrió a Badd.
- Alex Wright derrotó a Paul Roma (13:21)
  - Wright cubrió a Roma.
- Jim Duggan derrotó a Bunkhouse Buck (11:58)
  - Duggan cubrió a Buck.
- Kevin Sullivan derrotó a Dave Sullivan (7:18)
  - Kevin cubrió a Dave.
- Los Campeones Mundiales en Pareja de la WCW Harlem Heat (Booker T y Stevie Ray) derrotaron a The Nasty Boys (Brian Knobbs y Jerry Sags) por descalificación (17:07)
  - Como resultado, Harlem Heat retuvo el Campeonato Mundial en Pareja de la WCW.
- The Blacktop Bully derrotó a Dustin Rhodes (16:10)
  - Bully cubrió a Rhodes.
- Sting y Randy Savage derrotaron a Avalanche y Big Bubba Rogers (10:18)
  - Sting cubrió a Avalanche.
- El Campeón Mundial Peso Pesado de la WCW Hulk Hogan derrotó a Vader por descalifición (15:10)
  - Como resultado, Hogan retuvo el Campeonato Mundial Peso Pesado de la WCW.

### SuperBrawl VI
SuperBrawl VI tuvo lugar el 11 de febrero de 1996 desde el Bayfront Arena en San Petersburgo, Florida
- Main Event match: The Road Warriors (Hawk y Animal) derrotaron a Dick Slater y Bunkhouse Buck (2:07)
  - Animal cubrió a Buck.
- Main Event match: Hugh Morrus derrotó a Chris Kanyon (2:28)
  - Morrus cubrió a Kanyon.
- Main Event match: Big Bubba Rogers y VK Wallstreet derrotaron a Joey Maggs y Craig Pittman (2:14)
  - Rogers cubrió a Maggs.
- Main Event match: Jim Duggan derrotó a Loch Ness por descalificación
- The Nasty Boys (Brian Knobbs y Jerry Sags) derrotaron a The Public Enemy (Rocco Rock y Johnny Grunge) en un Falls Count Anywhere match (7:49)
  - Knobbs pinned Rock after Rock missed to splash Knobbs through the table.
- Johnny B. Badd derrotó a Diamond Dallas Page to retain the WCW World Television Championship (14:59)
  - Badd cubrió a Page después de un "Tombstone Piledriver".
- Sting y Lex Luger derrotaron a Harlem Heat (Booker T y Stevie Ray) reteniendo el WCW World Tag Team Championship (11:49)
  - Luger cubrió a Ray después de que Road Warrior Animal interfiriese y atacase a Ray.
- Konnan derrotó a One Man Gang reteniendo el Campeonato Peso Pesado de los Estados Unidos de la WCW (7:27)
  - Konnan cubrió a OMG después de un "Top Rope Senton Bomb".
- Kevin Sullivan derrotó a Brian Pillman en un "I Respect You" Strap match (0:59)
  - El combate terminó cuando Brian Pillman dijo "I respect you."
- Arn Anderson y Kevin Sullivan terminaron sin resultado (3:45)
- Los Campeones Mundiales en Pareja de la WCW Sting & Lex Luger y The Road Warriors (Animal & Hawk) terminaron con doble descalificación (13:56)
  - Como resultado, Sting & Luger retuvieron el Campeonato Mundial en Parejas de la WCW.
- Ric Flair (con Woman) derrotó a Randy Savage (con Miss Elizabeth) en un Steel Cage match ganando el Campeonato Mundial Peso Pesado de la WCW (18:52)
  - Flair cubrió a Savage después de golpear a Savage con un zapato de Miss Elizabeth, quien traicionó a Savage.
- Hulk Hogan derrotó a The Giant en un Steel Cage match (10:54)
  - Hogan ganó escapando de la estructura.

### SuperBrawl: No Rules
SuperBrawl: No Rules tuvo lugar el 23 de febrero del 1997 desde el Cow Palace en San Francisco. Cabe destacar que en esta edición todos los
combates estaban basados en la no descalificación. 
- Dark match: Hugh Morrus derrotó a Joe Gómez en un Parking Lot Brawl match (8:25)
  - Morrus dejó K.O a Gómez, golpeándolo contra la furgoneta.
- Dark match: Último Dragon derrotó a Pat Tanaka en un No Disqualification, No Count-Out match (7:53)
  - Dragon cubrió a Tanaka.
- Syxx derrotó a Dean Malenko en un Ultimate Submission No Holds Barred match  para ganar el Campeonato Peso Crucero de la WCW (30:00) (3-2)
  - Syxx hizo rendir a Malenko después de golpearle con un cinturón y su "Cruxface" (1-0)
  - Syxx le obligó a abandonar de nuevo con su "Cruxface" (2-0)
  - Malenko le hizo rendir con un "Amber Lock" desde la tercera cuerda. (2-1)
  - Él le obligó a abandonar después de hacerle un " Splash con una silla en el cuello. (2-2)
  - Malenko se rindió después de un "Cruxface" desde el poste amarrado. (3-2)
- Konnan, La Parka y Villano IV derrotaron a Juventud Guerrera, Super Caló y Cíclope en un Pinfall Tornado Tag Team Tables, Ladders and Chairs match (22:51)
  - Konnan cubrió a Juventud después de un "Power Drop".
- Prince Iaukea derrotó a Rey Mysterio reteniendo el WCW World Television Championship (8:56)
  - Iaukea cubrió a Mysterio después de que Steven Regal interfiriese y golpeara a Mysterio.
- Diamond Dallas Page derrotó a Buff Bagwell por descalificación (9:46)
  - Bagwell fue descalificado después de que la nWo entrase al ring.
- Eddie Guerrero derrotó a Chris Jericho reteniendo el Campeonato Peso Pesado de los Estados Unidos de la WCW (12:02)
  - Guerrero cubrió a Jericho con un "Sunset Flip".
- The Public Enemy (Rocco Rock y Johnny Grunge) derrotaron a Harlem Heat (Booker T y Stevie Ray) y a The Faces of Fear (Meng y The Barbarian) en un Triple Threat match (7:43)
  - Rock cubrió a Barbarian.
- Jeff Jarrett derrotó a Steve McMichael (con Debra McMichael) (8:12)
  - Jarrett cubrió a McMichael después de golpearle con un maletín.
  - Como resultado, Jarrett fue admitido en Four Horsemen.
- Chris Benoit (con Woman) derrotó a Kevin Sullivan (con Miss Jacquelyn) en un San Francisco Death match (8:35)
  - Benoit cubrió a Sullivan después de un "Splash".
- The Giant y Lex Luger derrotaron a The Outsiders (Scott Hall y Kevin Nash) ganando el Campeonato Mundial en Parejas de la WCW (8:53)
  - Giant cubrió a Hall después de un "Chokeslam".
- Hollywood Hogan derrotó a Roddy Piper reteniendo el Campeonato Mundial de la WCW (10:52)
  - Hogan cubrió a Piper después de que Randy Savage cambiase a heel y ayudase a Hogan dándole un puño americano.

### SuperBrawl VIII
SuperBrawl VIII tuvo lugar el 22 de febrero de 1998 desde el Cow Palace en San Francisco, California. 
- Dark match: Último Dragon derrotó a Shiryu (con Sonny Onoo)
  - Dragon cubrió a Shiryu.
- Booker T derrotó a Rick Martel ganando el Campeonato Mundial de la Televisión de la WCW (10:23)
  - Booker cubrió a Martel después de un "Harlem Sidekick".
- Booker T derrotó a Saturn reteniendo el Campeonato Mundial de la Televisión de la WCW (14:23)
  - Booker cubrió a Saturn después de un "Harlem Sidekick".
- Disco Inferno derrotó a La Parka (11:41)
  - Inferno cubrió a Parka después de un "Chart Buster".
- Goldberg derrotó a Brad Armstrong (2:23)
  - Goldberg cubrió a Armstrong después de un "Jackhammer".
- Chris Jericho derrotó a Juventud Guerrera en un Title vs. Mask match para retener el Campeonato Peso Crucero de la WCW (13:29)
  - Jericho forzó a Guerrera a rendirse con un "Liontamer".
- The British Bulldog derrotó a Steve McMichael (6:10)
  - Bulldog forzó a McMichael a rendirse con un "Armbar".
- Diamond Dallas Page derrotó a Chris Benoit reteniendo el Campeonato de los Estados Unidos de la WCW (15:46)
  - Page cubrió a Benoit después de un "Diamond Cutter".
- Lex Luger derrotó a Randy Savage (c/Miss Elizabeth) (7:26)
  - Luger forzó a Savage a rendirse con un "Torture Rack".
- The Outsiders (Kevin Nash y Scott Hall) (c/Dusty Rhodes) derrotaron a los Steiner Brothers (Rick y Scott) (con Ted DiBiase) ganando el Campeonato Mundial en parejas de WCW (4:16)
  - Hall cubrió a Rick después de un "Outsider's Edge".
- Sting derrotó a Hollywood Hogan ganando el vacante Campeonato Mundial Peso Pesado de la WCW (16:32)
  - Sting cubrió a Hogan después de que Randy Savage golpease a Hogan con una pistola rociadora.

### SuperBrawl IX
SuperBrawl IX tuvo lugar el 21 de febrero de 1999 desde el Oakland Arena en Oakland, California. 
- Booker T derrotó a Disco Inferno (9:19)
  - Booker cubrió a Inferno después de un Harlem Hangover.
- Chris Jericho (con Ralphus) derrotó a Saturn por descalificación (11:17)
  - Saturn fue descalificado después de aplicar al árbitro un "Death Valley Driver".
- Billy Kidman derrotó a Chavo Guerrero, Jr. reteniendo el Campeonato Peso Crucero de la WCW (8:26)
  - Kidman cubrió a Guerrero después de un "Shooting star press".
- Chris Benoit y Dean Malenko derrotaron a los West Texas Rednecks (Curt Hennig y Barry Windham) (19:34)
  - Malenko forzó a Windham a rendirse con un "Texas Cloverleaf".
- Los West Texas Rednecks (Curt Hennig y Barry Windham) derrotaron a Chris Benoit y Dean Malenko ganando el Campeonato Mundial en Parejas de la WCW (1:52)
  - Windham cubrió a Malenko después de golpearle con su cinturón.
- The Outsiders (Kevin Nash y Scott Hall) derrotaron a Konnan y Rey Misterio, Jr. en un Hair vs. Mask match (11:00)
  - Nash cubrió a Misterio después de un "Outsider's Edge" de Hall.
  - El combate era el pelo de Miss Elizabeth contra la máscara de Misterio.
- Scott Steiner derrotó a Diamond Dallas Page para retener el Campeonato Mundial Televisivo de WCW (13:53)
  - Page perdió cuando le Scott le aplicó un "Steiner Recliner".
- Scott Hall (con Disco Inferno) derrotó a Roddy Piper ganando el Campeonato Peso Pesado de los Estados Unidos de la WCW (8:19)
  - Hall cubrió a Piper con sus pies en la cuerda.
- Goldberg derrotó a Bam Bam Bigelow (11:39)
  - Goldberg cubrió a Bigelow después de un "Jackhammer".
- Hollywood Hogan derrotó a Ric Flair reteniendo el Campeonato Mundial Peso Pesado de la WCW (12:00)
  - Hogan cubrió a Ric después de que David Flair usó una pistola electroshock en Ric.

### SuperBrawl 2000
SuperBrawl 2000 tuvo lugar el 20 de febrero de 2000 desde el Cow Palace en San Francisco.
- The Artist Formerly Known as Prince Iaukea (con Paisley) derrotó a Lash LeRoux ganando el Campeonato Peso Crucero de la WCW (5:47)
  - Iaukea cubrió a LeRoux después de un "DDT".
- Brian Knobbs (con Fit Finlay) derrotó a Bam Bam Bigelow ganando el Campeonato Hardcore de la WCW (4:44)
  - Knobbs cubrió a Bigelow después de golpearle con un hierro.
- 3 Count (Evan Karagias, Shannon Moore, y Shane Helms) derrotaron a Norman Smiley en un Handicap match (4:06)
  - Moore forzó a Smiley a rendirse con un "Boston Crab".
- The Wall derrotó a The KISS Demon (3:37)
  - Wall cubrió a Demon después de un Chokeslam.
- Tank Abbott derrotó a Big Al en un Leather Jacket on a Pole match (4:34)
  - Abbott cogió su chaqueta de seda para ganar.
- Big T (con Stevie Ray y J. Biggs) derrotó a Booker ganando los derechos del nombre Harlem Heat (5:23)
  - Big T cubrió a Booker después de un "Pearl River Plunge".
- Billy Kidman (con Torrie Wilson) derrotó a Vampiro (7:20)
  - Kidman cubrió a Vampiro después de un "Reverse DDT".
- The Mamalukes (Big Vito y Johnny the Bull) derrotaron a David Flair y Crowbar (con Daffney) en un Sicilian Stretcher match reteniendo el Campeonato Mundial en Parejas de la WCW (11:22)
- Ric Flair derrotó a Terry Funk en un Texas Death match (15:40)
  - Flair ganó el combate cuando Terry Funk no se levantó antes de la cuenta de 10.
- Hulk Hogan derrotó a The Total Package (con Miss Elizabeth) (8:10)
  - Hogan cubrió a Total Package después de un leg drop.
- Sid Vicious derrotó a Scott Hall y Jeff Jarrett (con The Harris Brothers) en un Triple Threat match reteniendo el Campeonato Mundial Peso Pesado de la WCW (7:40)
  - Vicious cubrió a Hall después de un "Powerbomb".
  - Esta fue la última aparición de Scott Hall en WCW.

### SuperBrawl Revenge
SuperBrawl Revenge tuvo lugar el 18 de febrero de 2001 desde el Auditorio Municipal de Nashville en Nashville, Tennessee. Este fue el último evento de Superbrawl y el penúltimo PPV de WCW pay-per-view antes de que WWF invirtió en WCW en marzo de 2001.
- Dark match: Chris Harris derrotó a Kid Romeo
  - Harris cubrió a Romeo.
- Shane Helms derrotó a Shannon Moore, Kaz Hayashi, Yun Yang, Jamie Knoble y Evan Karagias en un Six-Way Elimination match (17:30)
  - Yang cubrió a Karagias después de un «Neckbraker »(10:21)
  - Knoble cubrió a Yang después de un «Piledriver» (10:51)
  - Moore cubrió a Knoble (11:58)
  - Helms cubrió a Moore después de un «Nightmare on Helms Street» (15:11)
  - Helms cubrió a Hayashi después de un «Vertebreaker»(17:30)
- Hugh Morrus derrotó a The Wall (9:43)
  - Morrus cubrió a Wall después de un «No Laughing Matter».
- Sean O'Haire y Chuck Palumbo derrotaron a Mark Jindrak y Shawn Stasiak para retener los Campeonatos Mundiales en parejas de WCW (11:37)
  - O'Haire cubrió a Stasiak después de un «Senton Bomb».
- Chavo Guerrero, Jr. derrotó a Rey Misterio, Jr. y retuvo el Campeonato Crucero de WCW (15:54)
  - Guerrero cubrió a Misterio después de un «Brainbuster»
- Rick Steiner derrotó a Dusty Rhodes y retuvo el Campeonato de Estados Unidos de WCW (9:11)
  - Steiner cubrió a Rhodes usando las cuerdas como ventaja.
- Totally Buff (Lex Luger y Buff Bagwell) derrotaron a Brian Adams  en un Handicap match (6:25)
  - Bagwell cubrió a Adams después de un «Blockbuster».
- The Cat derrotó a Lance Storm (8:07)
  - Cat cubrió a Storm después de un «Feliner» para convertirse en comisianado de la WCW
- Kanyon derrotó a Diamond Dallas Page (8:15)
  - Kanyon cubrió a Page después de un «Flatliner».
- Diamond Dallas Page derrotó a Jeff Jarrett (8:30)
  - Page cubrió a Jarrett con un «Diamond Cutter».
- Scott Steiner derrotó a Kevin Nash en un Falls Count Anywhere Two out of Three Falls Retirement match y retuvo el Campeonato Mundial de los Pesos Pesados de WCW (11:04)
  - Nash cubrió a Steiner después de golpearle con el título de WCW (0:17)
  - Steiner cubrió a Nash después de golpearle con un tubo de acero (2:47)
  - Steiner dejó a Nash inconsciente con un sillazo, seguido por un «Steiner Recliner» (11:04)
  - Como resultado, Nash tuvo que abandonar la WCW.